# Wereldkampioenschappen schaatsen afstanden 2009 - 5000 meter vrouwen
De wereldkampioenschappen schaatsen afstanden 2009 - 5000 meter vrouwen werd gehouden op zaterdag 14 maart 2009 op de Richmond Olympic Oval in Richmond, Canada.

## Statistieken
Sablikova behaalde haar derde achtereenvolgende gouden medaille en het podium was precies zoals vorig jaar. Voordat zij aan de start verscheen, knalde de Japanse Hozumi met haar hoofd in de rug van de Tsjechische.

### Uitslag
| #      | Schaatser               | Tijd    |
| ------ | ----------------------- | ------- |
| Goud   | Martina Sáblíková       | 6.57,84 |
| Zilver | Clara Hughes            | 7.00,54 |
| Brons  | Kristina Groves         | 7.02,91 |
| 4      | Stephanie Beckert       | 7.02,96 |
| 5      | Daniela Anschütz        | 7.03,52 |
| 6      | Masako Hozumi           | 7.04,53 |
| 7      | Renate Groenewold       | 7.07,59 |
| 8      | Elma de Vries           | 7.08,68 |
| 9      | Maren Haugli            | 7.10,38 |
| 10     | Jorien Voorhuis         | 7.12,09 |
| 11     | Brittany Schussler      | 7.13,85 |
| 12     | Hiromi Otsu             | 7.17,40 |
| 13     | Catherine Raney         | 7.19,87 |
| 14     | Shiho Ishizawa          | 7.25,58 |
| 15     | Nancy Swider-Peltz, Jr. | 7.27,38 |
| 16     | Park Do-Yeong           | 7.28,11 |

### Loting
| Rit | Binnenbaan         | Buitenbaan              |
| --- | ------------------ | ----------------------- |
| 1   | Park Do-Yeong      | Nancy Swider-Peltz, Jr. |
| 2   | Catherine Raney    | Hiromi Otsu             |
| 3   | Jorien Voorhuis    | Renate Groenewold       |
| 4   | Brittany Schussler | Shiho Ishizawa          |
| 5   | Clara Hughes       | Elma de Vries           |
| 6   | Daniela Anschütz   | Masako Hozumi           |
| 7   | Martina Sáblíková  | Kristina Groves         |
| 8   | Maren Haugli       | Stephanie Beckert       |

1996 · 
1997 · 
1998 · 
1999 · 
2000 · 
2001 · 
2003 · 
2004 · 
2005 · 
2007 · 
2008 · 
2009 · 
2011 · 
2012 · 
2013 · 
2015 · 
2016 · 
2017 · 
2019 · 
2020 · 
2021 · 
2023 · 
2024 · 
2025